# 1998 في البحرين
فيما يلي قوائم الأحداث التي وقعت خلال عام 1998 في البحرين.

## رياضة
- 1 يناير – كأس الأمير لكرة القدم 1998

## موسيقى

### ألبومات
من الألبومات التي صدرت هذه السنة في البحرين:
- 1 يناير – قلبي بيرتاحلك من غناء أصالة نصري.

## مواليد

### فبراير
- 12 فبراير – محمد جاسم مرهون لاعب كرة قدم بحريني.

### يونيو
- 27 يونيو – دليلة عبد القادر